# 弃马十三着
弃马十三着是象棋古谱《橘中秘》中记载的一盘棋局。对局中的先手方诱使对方吃马，使得对方落入自己布下的陷阱，进而仅在十三着之内即将对方将死。

## 具体着法
| 1. 炮二平五 炮8平5     | 2. 马二进三 马8进7  | 3. 车一进一 车9平8  | 4. 车一平六 车8进6  |
| 5. 车六进七 马2进1     | 6. 车九进一 炮2进7  | 7. 炮八进五 马7退8  | 8. 炮五进四 士6进5  |
| 9. 车九平六 将5平6     | 10. 前车进一 士5退4 | 11. 车六平四 炮5平6 | 12. 车四进六 将6平5 |
| 13. 炮八平五（红方胜） |                     |                     |                     |